# APHRICA
APHRICA（アフリカ）は、日本の5人組バンド。

## メンバー
イラストレーターchao!としてブランドの広告、アーティスト・グッズのデザインなどでも活動する鞆良磨（Vo./Gt.）、ライブ・ペインティングや壁画制作など画家としても活動するSota（Ba.）、ブレイクビーツやアフロビートを扱うDJとしても活動するLEMI（Gt.）、そしてサトウキョウヘイ（Key.）、かず（Dr.）からなる。

## 年譜
2014年
- 6月 - 鞆良磨（Vo./Gt.）を中心に前身となる「AFRICA」を結成。

2016年
- 4月 - 1st Mini Album「Summer Long」 をリリース。

2018年
- 7月 - Mini Album「砂漠の恋人たち」をリリース。

- 秋頃 - メンバー脱退、新加入などを経て、鞆良磨（Vo./Gt.）、LEMI（Gt.）、サトウキョウヘイ（Key.）、Sota（Ba.）、かず（Dr.）の体制となる。

2019年
- 3月 - 新体制で初の新曲「juvenile」を配信限定リリース。

2020年
- 12月 - バンド名を「AFRICA」から「APHRICA」へ改名。

2021年
- 1月 - APHRICAとして1st Single「HAPPY END」配信リリース。

## ディスコグラフィ

### シングル

#### 配信限定シングル
|     | 発売日        | タイトル  | 販売形態               |
| --- | ------------- | --------- | ---------------------- |
| 1st | 2021年1月28日 | HAPPY END | デジタル・ダウンロード |

## ミュージックビデオ
| 監督  | 曲名          |
| ----- | ------------- |
| chao! | 「HAPPY END」 |